# Ioánnis Dédes
Ioánnis Dédes (grec moderne : Ιωάννης Δέδες), né le 23 juillet 1948 à Athènes, est un homme politique grec.

## Biographie
Aux élections législatives grecques de janvier 2015, il est élu député au Parlement grec sur la liste de la SYRIZA dans la circonscription de l'Attique.